# Selhausen
Selhausen is een plaats in de Duitse gemeente Niederzier, deelstaat Noordrijn-Westfalen, en telt 376 inwoners (2011).